# آي بوي (فلم)
آي بوي (بالإنجليزية: iBoy) فيلم إثارة وخيال علمي بريطاني، مبني على رواية آي بوي للكاتب البريطاني كيفن بروكس. بطولة بيل ميلنر ومايسي ويليامز، وإخراج آدم راندال. توفر للعرض على نتفليكس في 27 يناير، 2017.

## الممثلين والشخصيات
- بيل ميلنر بدور توم
- مايسي ويليامز بدور لوسي

## وصلات خارجية
- مقالات تستعمل روابط فنية بلا صلة مع ويكي بيانات